# Bluffy Creek
Il Bluffy Creek è un fiume, considerabile come un torrente, della Georgia, negli Stati Uniti.
Nelle sue acque, fra le altre specie, vive Etheostoma scotti, un pesce endemico dei fiumi della Georgia conosciuto come Cherokee darter.